# Johnny Appleseed

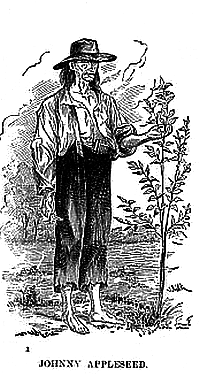
Johnny Appleseed

John Chapman, bardziej znany jako Johnny Appleseed (ur. 26 września 1774, zm. 18 marca 1845) – amerykański misjonarz, pionier szkółkarstwa, znany z wprowadzenia jabłoni na terytorium stanów Ohio, Indiana, i Illinois. Stał się jedną ze znaczących postaci w folklorze amerykańskim.